# Ribellione delahuertista
Con ribellione delahuertista si indica la sollevazione avviata in Messico da Adolfo de la Huerta contro il presidente Álvaro Obregón e il suo candidato alla presidenza Plutarco Elías Calles.

## Contesto storico
Dopo il trionfo del Piano di Agua Prieta occupò ad interim la presidenza della Repubblica l'ex governatore di Sonora e Capo militare dell'Esercito Costituzionalista Liberale, Adolfo de la Huerta, sostenuto da Álvaro Obregón e Plutarco Elías Calles. De la Huerta rimase al potere dal 1º giugno del 1920 fino al 30 novembre di quello stesso anno. Il giorno dopo Obregón prese possesso della presidenza.
Ciò nonostante, alla fine del governo di Obregón, quando era necessario convocare le elezioni presidenziali, il vecchio Partito Liberale Costituzionalista, formato sulla base dei ribelli di Agua Prieta, si scisse in due fazioni. Da un lato, gli obregonisti (obregonistas) che sostenevano la candidatura del generale Calles, e dall'altro i delahuertisti (delahuertistas), che sostenevano Adolfo de la Huerta.

## La ribellione

### Inizi
La pressione all'interno del partito arrivò al punto che a dicembre del 1923 si alzasse in armi la seconda di queste fazioni, argomentando che non stavano d'accordo con il dedazo di Obregón in favore di Calles.
Il 22 dicembre di quello stesso anno, Obregón ordinò a un pilota duranguense, di nome Ralph O' Neill, il bombardamento della città di Oaxaca dall'aereo, ciò nonostante, O' Neill si rifiutò, argomentando che l'aereo stava in male stato.

### Ribellione delahuertista nel Tabasco
A metà dicembre del 1923 il generale Carlos Greene si unì alla ribellione delahuertista e si alzò in armi nel Tabasco, e il 23 di quello stesso mese prese la città di Jalapa. Successivamente il 10 gennaio 1924, a fronte di 2 500 uomini, assediò e conquistò Villahermosa la capitale dello stato, senza che potessero essere contenuti dalle forze leali al presidente Obregón, facendo fuggire il governatore Tomás Garrido Canabal, che dovette nascondersi alcuni giorni per poi, il 14 gennaio, uscire nascosto in un cayuco dalla popolazione di Montecristo.
Il generale Greene riuscì a portare dalla parte del movimento ribelle i reggimenti militari 67º, 38º e 3º di Comalcalco, Huimanguillo e Frontera appartenenti alla 12ª zona militare al comando del generale Vicente González.
Dovuto al suo isolamento geografico, il Tabasco devenne il ridotto più sicuro per i ribelli, che disconoscendo il governatore Tomás Garrido e in possesso della capitale dello stato, nominarono come governatore, prima Manuel Ferrer Vega che svolse la carica i giorni dal 18 al 20 gennaio e dopo Manuel Antonio Rosmarino che occupò la carica dal 21 gennaio fino al 7 giugno 1924 quando terminò la ribellione.
Adolfo de la Huerta lasciò Veracruz il 5 febbraio per dirigersi a Villahermosa prima, arrivò al porto di Frontera, al che il 20 febbraio tramite un manifesto dichiarò "Capitale Delahuertista del Messico" installando lì il suo governo. Da Frontera, fuggì l'11 marzo verso gli Stati Uniti.
Il finale della ribellione delahuertista cominciò a delinearsi, quando le truppe federali presero Mérida e marciarono verso il Tabasco diventato l'ultimo ridotto dei ribelli. Il generale Vicente González, che era passato al lato dei ribelli, tornò all'esercito federale e prese il porto di Frontera, e prima di questo, il 7 giugno il governatore delahuertista del Tabasco Manuel Antonio Rosmarino abbandonò Villahermosa fuggendo in Guatemala, il generale ribelle Cándido Aguilar, non potendo sostenersi nel Campeche si incamminò per il Tabasco con le forze che lo seguivano, nel cammino rimase senza soldati, e si unì al generale Salvador Alvarado ma non poterono resistere, e Villahermosa fu recuperata dalle forze federali il 17 giugno.
La ribellione delahuertista era durata sei mesi, lo stesso periodo che il Tabasco fu sottratto "di fatto" dal patto federale. Alcuni dei capi importanti come Cándido Aguilar e Guadalupe Sánchez si rifugiarono negli Stati Uniti, ma altri come i generali Carlos Greene e Salvador Alvarado di conosciuta filiazione rivoluzionaria, furono assassinati. Il primo fu fucilato nella sua tenuta di Comalcalco, Tabasco, e il secondo fu catturato e assassinato da Diego Zubiaur, uno delle sue scorte, nel ranch "L'Hormiguero" a Montecristo, Tabasco, mentre era condotto al carcere del porto di Frontera.

### Fine del conflitto armato
Obregón dovette sconfiggere militarmente i delahuertisti e li vinse finalmente a febbraio 1924. Bisogna segnalare che il governo di Obregón ricevette l'appoggio del governo statunitense in forma di aerei da combattimento e munizioni per sopprimere il nemico.
Dopo il fallimento della ribellione, Adolfo de la Huerta si esiliò a Los Angeles, California. Nel 1935 l'allora presidente Lázaro Cárdenas conferì l'amnistia, e lo nominò ispettore generale dei consolati messicani negli Stati Uniti.
Il conflitto durò appena due mesi, ma il numero di ufficiali che morirono o si esiliarono negli Stati Uniti, permise che cominciasse il processo di professionalizzazione dell'esercito messicano e la fine delle rivolte militari.

## Coplas sulla ribellione delahuertista
Nello Stato messicano, una delle forme popolari di trasmissione dell'informazione erano le coplas popolari, che i musicisti del popolo componevano e cantavano, se occorrevano successi politici o sociali. Oltre raccontare la storia tale come la conoscevano, i copleros solevano esprimere il loro particolare punto di veduta sui fatti che narravano. La ribellione di de la Huerta non fu l'eccezione; giù, due coplas della Conferenza di comadres, a proposito della ribellione delahuertista.
va a agobiarnos la más triste situación,

nos veremos en una ruina completa,

muertas de hambre y sin ninguna protección,
-No se acuite comadrita, que a la fecha

va perdiendo gran terreno la reacción,

pues me dicen que ya Adolfo De la Huerta,

las espaldas ha enseñado el correlón.
-¡Ay qué bueno! Comadrita, me despido,

son las once y tengo que dar de comer.

-Las haremos, no se vaya, que el marido

si la quiere que la aguarde, ¿qué ha de hacer?.
-Pues entonces comadrita, ya me animo,

que las sirvan y brindemos con placer.

-Yo...por Calles... -Yo por Álvaro tan digno.

-¿Y por Huerta?. -Que la choque su mujer.»